# Classe Durance
Pour les articles homonymes, voir Durance (homonymie).
La classe Durance est une classe de 5 pétroliers ravitailleurs (AOR Auxiliary Oiler Replenishment selon le système de désignation des bâtiments de l'US Navy) et de commandement de la Marine nationale française mis en service de 1977 à 1990.

## Historique
Au milieu des années 1970, la Marine nationale entend remplacer les pétroliers ravitailleurs d'escadre (PRE) La Seine (A627) et La Saône (A628) de 15 200 tonnes, commandés en 1937-1938, respectivement achevés en 1948 et 1949 comme pétroliers, naviguant pour la marine marchande. C'est en 1963 qu'ils ont été vraiment aménagés en PRE par l'arsenal de Cherbourg. La Seine sera désarmée en 1976 et la Saône en 1981. La Marine fait mettre sur cale une série de 5 pétroliers ravitailleurs d'escadre de conception classique (avec plate-forme pour hélicoptère) à la manière de l'USS Sacramento (1964) ou du NCSM Protecteur (1969). La Durance (vendue à l'Argentine en 1998) et la Meuse sont des pétroliers ravitailleurs d'escadre. Les trois suivants, la Marne, le Var et la Somme qui peuvent en plus embarquer un état major, sont désignés bâtiments de commandement et de ravitaillement (BCB)
Le programme FLOTLOG devant lui succéder ayant été retardé, il est prévu, en octobre 2016, le retrait du service actif de la Marne en 2024, du Var en 2026 et de la Somme en 2028.

## Caractéristiques
Ces unités ont d'importantes capacités d'emport :
- 8 400 tonnes de gazole[3] ;
- 1 100 tonnes de carburant aviation TR5[4] ;
- 250 tonnes d'eau douce ;
- 170 tonnes de vivres[5] ;
- 170 tonnes de munitions ;
- 250 tonnes de pièces de rechange.

Elles ont également d'importantes installations de ravitaillement :
- 2 postes latéraux de ravitaillement d'hydrocarbures ou d'eau à couple (2 bâtiments peuvent être ravitaillés simultanément) ;
- 1 poste en flèche (ravitaillement en fluide liquide par l'arrière du ravitailleur vers le bâtiment ravitaillé)
- 2 postes de transfert de charge lourdes (fret solide par chariot) ;
- 1 poste de commandement (PC cargaison) situé entre les deux portiques.;
- 1 plate-forme hélicoptère pour les ravitaillements verticaux VERTREP (Vertical Replenishment en anglais).

À partir de janvier 2011, tous les bâtiments de commandement et de ravitaillement de la Marine nationale ont été dotés du système de liaison par satellite Syracuse 3.

## Navires de la classe Durance

### Liste des navires
| Classe Durance            | Classe Durance        | Classe Durance | Classe Durance       | Classe Durance                    | Classe Durance    | Classe Durance    | Classe Durance                | Classe Durance          | Classe Durance        | Classe Durance                                                                                         |
| indicatif visuel          | Nom                   | Type           | Chantier naval       | Marine                            | Pose de la quille | Mise à l'eau      | Mise en service               | Retiré du service actif | Base navale           | Statut                                                                                                 |
| ------------------------- | --------------------- | -------------- | -------------------- | --------------------------------- | ----------------- | ----------------- | ----------------------------- | ----------------------- | --------------------- | --- |
| A629 B1                   | Durance ARA Patagonia | PR             | Brest                | Marine nationale Marine argentine | 10 décembre 1973  | 11 septembre 1975 | 12 avril 1977 12 juillet 1999 | juillet 1997 En service | Brest Puerto Belgrano | Vendu à la Marine argentine en 1999 et renommé ARA Patagonia.                                          |
| A607                      | Meuse                 | PR             | Brest                | Marine nationale                  | 2 juin 1977       | 2 décembre 1978   | 21 novembre 1980              | 16 décembre 2015        | Toulon                | En attente de démantèlement à Toulon depuis son désarmement en 2015 ; Démantèlement programmé en 2024. |
| A608                      | Var                   | BCR            | Brest                | Marine nationale                  | 8 mai 1979        | 1er juin 1981     | 29 janvier 1983               | 1er juillet 2021        | Toulon                | En attente de démantèlement à Toulon depuis son désarmement en 2021.                                   |
| A630                      | Marne                 | BCR            | Brest                | Marine nationale                  | 4 août 1982       | 2 février 1985    | 16 janvier 1987               | 20 octobre 2023         | Toulon                | En attente de démantèlement à Toulon depuis son désarmement en 2023.                                   |
| A631                      | Somme                 | BCR            | Brest                | Marine nationale                  | 3 mai 1985        | 3 octobre 1987    | 7 mars 1990                   | En service              | Brest                 | |
| OR304                     | HMAS Success          | PR             | Cockatoo Island (en) | Royal Australian Navy             | 3 août 1980       | 3 mars 1984       | 19 février 1986               | 29 juin 2019            | Sydney                | Démantelé                                                                                              |
| Classe Durance raccourcie |                       |                |                      |                                   |                   |                   |                               |                         |                       | |
| 902                       | Boreida               | PR             | La Ciotat            | Marine royale saoudienne          |                   |                   | 1984                          | En service              |                       | |
| 904                       | Yunbu                 | PR             | La Ciotat            | Marine royale saoudienne          |                   |                   | 1985                          | En service              |                       | |

### Particularités des navires
Le  HMAS Success (OR 304) est mis sur câle le 9 août 1980 à Cockatoo Island Dockyard (en), à Sydney. Il est lancé le 3 mars 1984 et mis en service dans la Royal Australian Navy le 23 avril 1986. Le Success est alors le plus grand navire jamais construit en Australie pour la RAN et le plus grand navire jamais construit à Port Jackson (le port de Sydney). Il est également été le dernier grand navire à être construit au chantier naval de Cockatoo Island. En juin 1983, le contrat est renégocié alors que la construction a déjà commencé, la date d'acceptation est repoussée de trois ans et le coût du projet est porté à 187,3 M$. Les dépassements de coûts et de délais sont principalement dus à un différend prolongé entre le Commonwealth et le constructeur au sujet des plans et des spécifications reçus de France, et il est démontré que le ministère de la Défense avait sous-estimé l'ampleur des différences entre les spécifications de construction australiennes initiales et celles qui ont été fournies. D'autres facteurs contribuent à l'augmentation des délais et des coûts, notamment le manque d'ouvriers qualifiés dans le domaine de la construction navale, une gestion trop bureaucratique et une faible productivité de la main-d'œuvre. Le coût final du projet atteint finalement 197,41 M$. Cette augmentation bloque la construction d'un deuxième navire,.
Le deux navires livrés à la Marine royale saoudienne sont des dérivés de taille plus réduite de 135 m de long déplaçant 10 940 tpc.

## Remplacement
La tendance actuelle est à la mise en service de navires aux déplacements plus importants en raison, d'une part, de la nature expéditionnaire des conflits actuels qui nécessitent des ravitaillements plus nombreux, d'autre part, du nombre de fluides et de marchandises à emporter qui ne cessent d'augmenter. Par ailleurs, la fonction de soutien, de cargo et de poste de commandement se fait plus notable sur les pétroliers ravitailleurs actuels, tels ceux de classe Supply américains (1994-1998), de classe Berlin allemande (2001 - ) ou du projet de navire de soutien interarmées (NSI) canadien (2012-2016). À noter que, sur les pétroliers américains, la défense anti-missile antinavire est depuis longtemps mieux prise en compte que sur ses homologues européens, grâce à l'installation du système d'armes rapproché Phalanx CIWS. Reste que, si les jours de la classe Durance sont comptés (la Meuse a été retirée du service en 2015), le Livre blanc sur la Défense et la Sécurité nationale ne prévoit rien à leur sujet. Si bien qu'une prolongation de leur vie opérationnelle jusqu'en 2017-2020 est décidée le 29 octobre 2008, tout comme est envisagée une coopération avec le Royaume-Uni, dans le cadre du programme Military Afloat Reach Sustainability (MARS) (6 unités),,.
En 2012, un projet d'étude baptisé FLOT-LOG a été lancé par la direction générale de l'Armement et remporté par la DCNS et STX France.
Le 31 janvier 2019, Florence Parly a signé une commande de 4 nouveaux bâtiments ravitailleurs de forces (BRF) à Naval Group et aux Chantiers de l’Atlantique pour 1,7 milliard d’euros, qui seront livrés à partir de 2022. Ces bâtiments sont inspirés des ravitailleurs Vulcano de la Marina Militare.